# Histoire du Niger

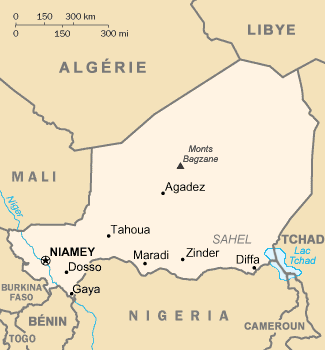
Carte du Niger actuel

Subdivisions administratives

Cet article couvre l'histoire du territoire du Niger depuis le Néolithique, pour la zone géographique incluse en 1960 dans ce qui a été appelé le Niger. Le Niger hérite de l'histoire de plusieurs grands empires et royaumes africains, qui étaient établis partiellement ou complètement sur l'étendue de son territoire actuel.

## Préhistoire

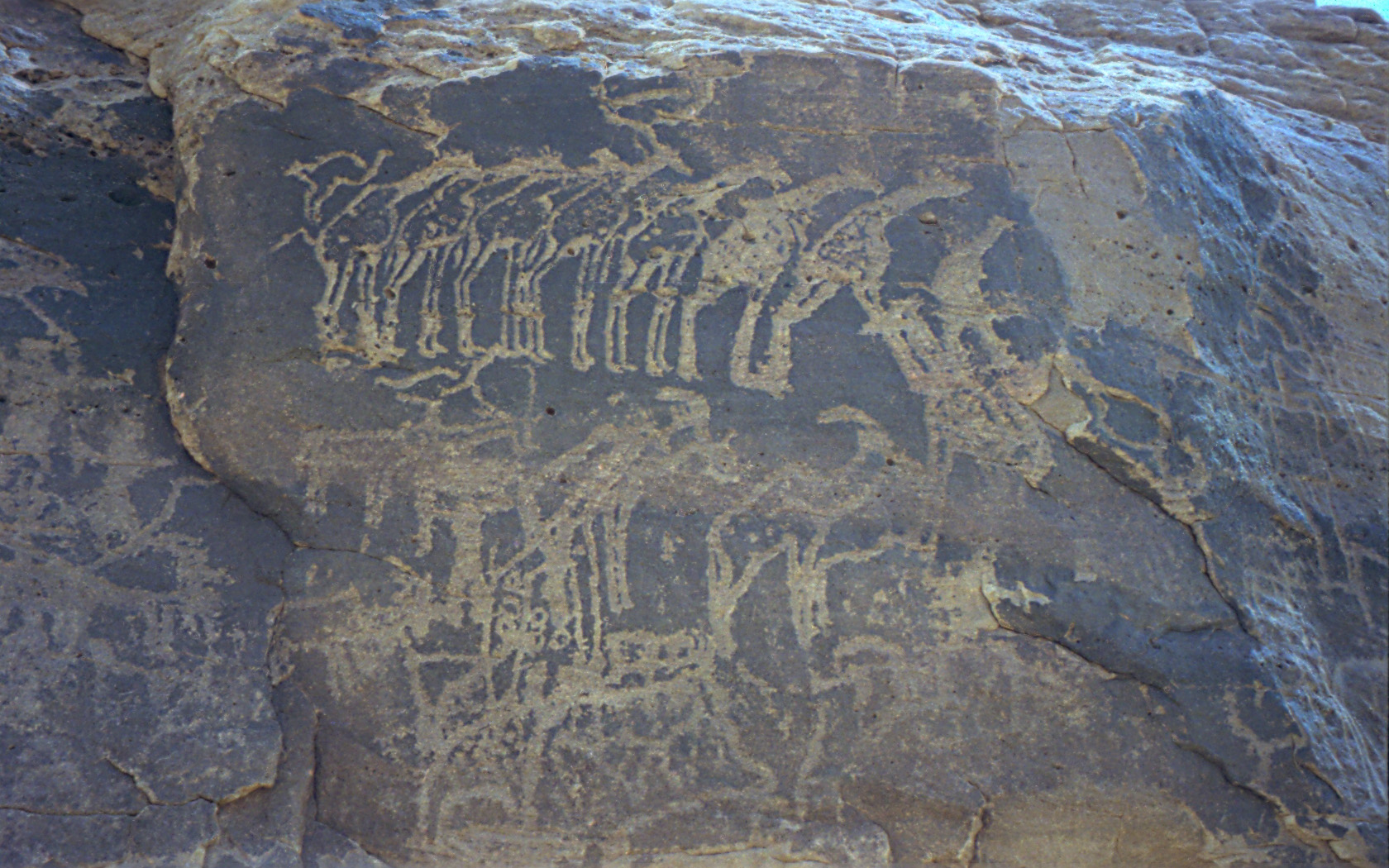
Gravure rupestre représentant des girafes et autres

De nombreux fossiles de dinosaures (iguanodons) du Crétacé inférieur ont été trouvés à Tazolé, au Sud-Est de l'Aïr.
En paléoanthropologie, dans la région, les découvertes récentes de restes de deux hominidé, Abel (1995, vieux de 3 millions d'années environ) et Toumaï (2001, daté d'environ sept millions d'années), dans le désert du Djourab (Tchad). L'établissement d'espèces éteintes (Sahelanthropus tchadensis, Australopithecus bahrelghazali) a imposé des révisions de l'histoire évolutive de la lignée humaine.

## Protohistoire
On a mis au jour dans le massif de l'Aïr des vestiges de céramiques du VIIIe millénaire av. J.-C. avant notre ère, contemporains de l'invention de la poterie dans d'autres régions du monde.
Entre 4000 et 3000 av. J.-C., lors de la dernière période pluviale du Sahara, se situe un hypothétique âge du bétail (de) ou culture ténéréenne, dont témoignent les peintures et gravures rupestres du Ténéré : site archéologique de l'Adrar Bous et de Gobero, Kiffiens, gravures rupestres du Tassili. L'Arbre du Ténéré, acacia solitaire, renversé en 1973, a longtemps été le dernier vestige de la flore de cette époque.
Entre 3000 et 2000 av. J.-C., la désertification du Sahara, commencée à cette époque, repousse ensuite vers le sud les populations d'agriculteurs et les céramistes, laissant la place à des communautés d'éleveurs de bovins qui gravent sur les rochers de nombreuses représentations de leurs troupeaux. Des gravures de cette époque témoignent également de la présence à cette latitude d'éléphants, d'hippopotames et d'une faune de savane abondante et variée.
Le désert du Ténéré est riche en témoignages de la présence humaine au Néolithique par un abondant matériel de pierre (pointes de flèches, meules, etc.), jusqu'à la désertification de la région au Ier siècle avant notre ère.
- Métallurgie du fer en Afrique (en)

## De 500c à 1900c[Quoi ?]: populations, États, empires

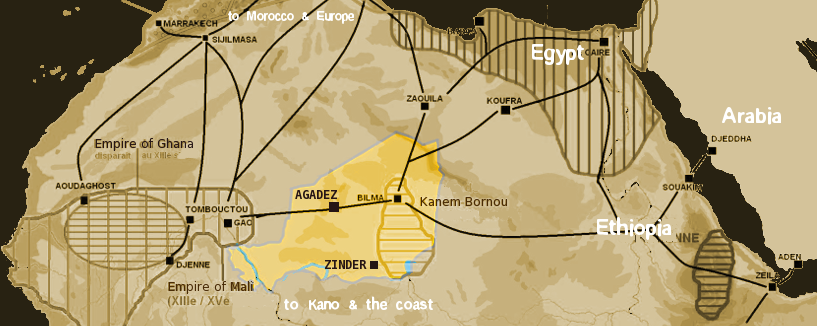
Voies commerciales transsahariennes vers 1400

Traite orientale médiévale

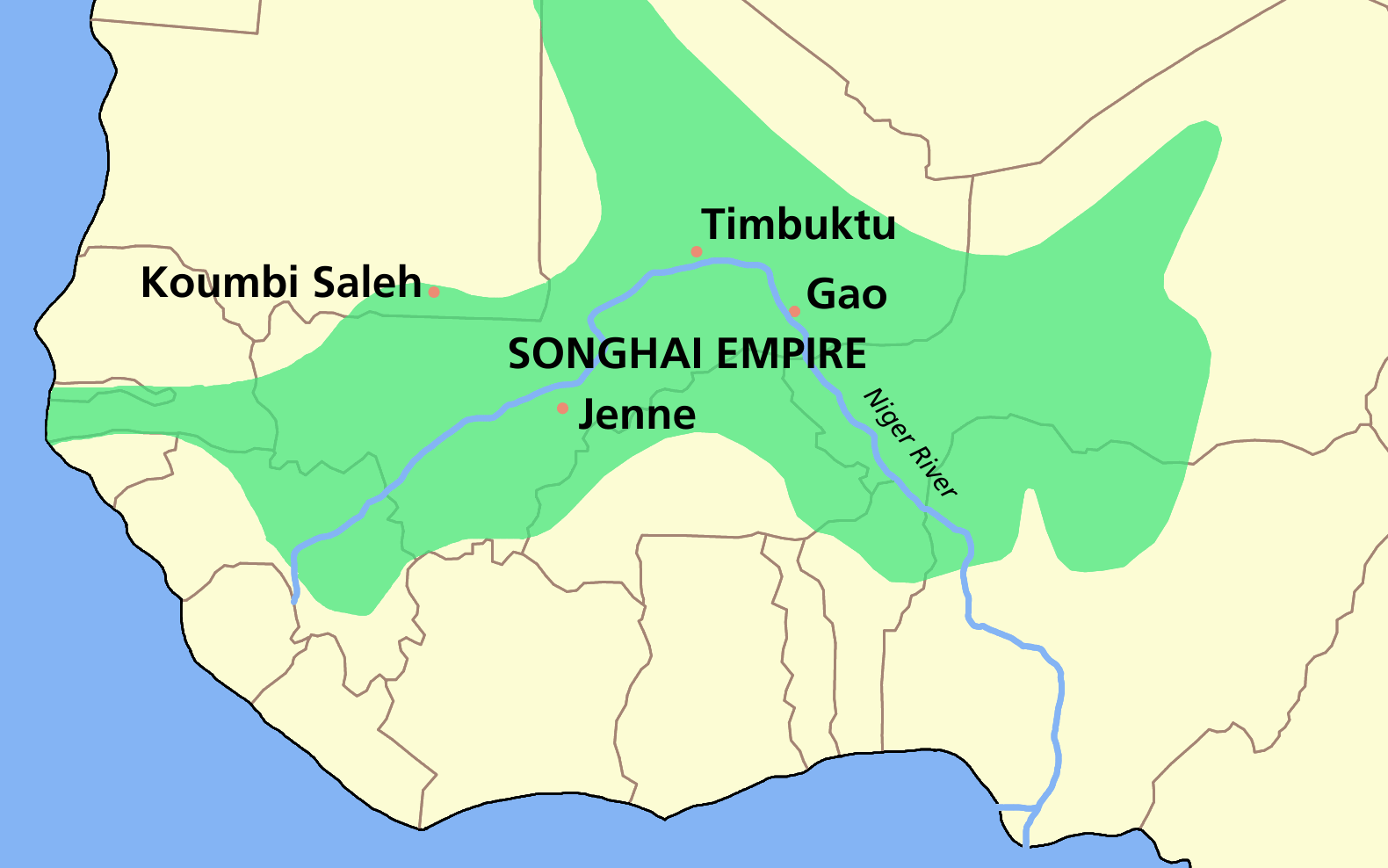
carte de l'Empire songhaï à son apogée

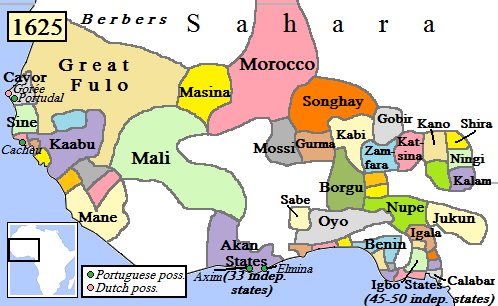
Afrique de l'Ouest en 1625

Les nombreuses ethnies et langues des populations actuelles résultent des migrations, conflits et brassages, durant quelques millénaires. Cette histoire, encore présente dans les mémoires, n'est pas établie.
Le commerce transsaharien est sans doute aussi ancien que l'introduction au Sahara du dromadaire (domestiqué en Arabie), permettant de voyager en caravane sur de longues distances.
L'islamisation utilise ces mêmes voies aux (VIIe – XVe siècle, Islam au Niger, dès Oqba Ibn Nafi al-Fihri -622-683)), et une partie de l'exploration européenne de l'Afrique, pour l'intérieur des terres, au XIXe siècle passe par les mêmes techniques chamelières.
L'établissement de structures étatiques (royaume, sultanat, empire), du moins dans la région, semble découler en grande partie de ce commerce.
Ce fut d'abord l'Empire songhaï, qui naquit et s'étendit dans la région du fleuve Niger (bassin du Niger), vers l'actuelle frontière nigéro-malienne. La ville de Gao est décrite depuis le VIIIe siècle par les chroniques arabes comme un centre d'échanges entre l'empire du Ghana et l'Égypte. Il connaît son apogée entre le XVe siècle et le XVIe siècle, sous Sonni Ali Ber qui étend ses frontières jusqu'à Oualata. Il succombe en 1591, sous les coups d'une expédition marocaine.
Une querelle oppose au XVIe siècle les habitants de Gao et ceux de Kano pour savoir laquelle des deux villes est la plus peuplée. On apprend ainsi qu'elles atteignent toutes deux les 100 000 habitants (Ki-Zerbo, 1965). C'est le royaume du Kanem-Bornou, un des plus vastes d'Afrique qui, sous le règne d'Iriss Alaoma à la fin du XVIe siècle, englobe tout le Kanem, monte jusqu'au Kaouar et à l'Aïr et s'étend à l'est jusqu'au Ouaddaï (Tchad). Après avoir contenu les ambitions Songhaïs au XIVe siècle, puis résisté au XIXe siècle aux attaques des Peuls établis dans le Nord de l'actuel Nigeria, il tombe en 1893, après près de dix siècles d'existence, sous les coups de Rabah qui rêve alors de se tailler un domaine entre le Soudan et le Tchad.
Les territoires constituant le Niger actuel établissent des relations transsahariennes vers l'Algérie, le Maroc, par la vallée du Niger et Tombouctou (empires du Mali et du Songhaï), vers la Tunisie (Ifriqiya), à travers le Sahara central, et vers la Libye et l'Égypte par le Fezzan et le Tchad (États haoussas). Cette diversité explique la permanence des deux grands pôles de développement culturel et économique du pays : la vallée du Niger (Niamey) et le bassin du Tchad (Zinder). Chacun de ces royaumes constitue alors un centre commercial et intellectuel très prospère, ouvert, dès le XIIIe siècle, à l'islam et à l'écriture arabe. Les Songhaï exercent une forte influence sur la vallée du fleuve durant la dernière partie du Moyen Âge, tandis que l'empire de Kanem-Bornou domine la frontière orientale.
Le commerce régional porte sur l'échange sel-mil entre le Sahara central riche en gisements de sel et la savane productrice de mil, et sur la noix de cola produite dans les zones forestières. Ses voies de communication sont très tôt pénétrées par les missionnaires musulmans, puis contrôlées par les nomades islamisés (Touaregs, Toubous).
À partir du XIe siècle, les Touaregs arrivent par vagues dans l'Aïr, se répandent dans l'Azawagh et commencent à lancer des raids sur les sédentaires du sud.
Au début du XIXe siècle, les États haoussas islamisés, grands centres commerçants, dominent le Niger central méridional alors que les descendants des Songhaïs réfugiés après l'effondrement de l'empire, avec leurs alliés les Zarma, installés entre le fleuve Niger et les dallols Bosso et Maouri se déchirent entre de nombreuses petites principautés et chefferies. Tous des nouveaux envahisseurs qui veulent le contrôle des territoires, des multiples guerres opposent Zarmas et Peuls ou Touaregs. Il en résulte l'inexistence d'une grande ville ou centre économique dans la région. Du côté Haoussa, les régions du Niger correspondantes sont les frontières méridionales des grandes cités-États que sont par exemple Kano, Zaria ou Katsina.
Ces dernières villes sont progressivement conquises par Ousman dan Fodio (1754-1817) lors de guerre sainte (djihad, majoritairement appuyé par les Peuls. Toutes les cités-États tombent les unes après les autres et seul résiste le sultanat du Damagaram ou sultanat de Zinder perdu dans le Nord sec et limitrophe du Kanem Bornu alors au faîte de sa puissance. Avec l'appui de nombreux réfugiés issus des familles royales des cités conquises, ce sultanat va se maintenir. Plus à l'ouest, ce qui n'était qu'un camp de réfugiés dans les bosquets du Goulbi'n'Maradi (vallée sèche du Maradi) va recevoir une partie de la famille royale du sultanat de Katsina et va tenir malgré quelques occupations du Sokoto contre le nouvel empire théocratique. Encore plus à l'ouest le royaume Maouri du Kebbi sera aussi maintenu, tout en reconnaissant la suzeraineté de l'empire, pourtant à la frontière du Sokoto et très proche de sa nouvelle capitale. La frontière entre Niger et Nigeria est celle qui séparait ces divers royaumes et l'empire du Sokoto.

### Ethnies

Groupes ethniques :
Haoussas
Zarmas
Touaregs
Peuls
Kanouris
Toubous
Arabes
Gourmantchés

Estimée à 1 million vers 1500, à 1,7 million vers 1900, forte de 3 millions d’habitants en 1960, la population du Niger est estimée à 20 millions d'habitants en 2018.
Les différentes ethnies sont :

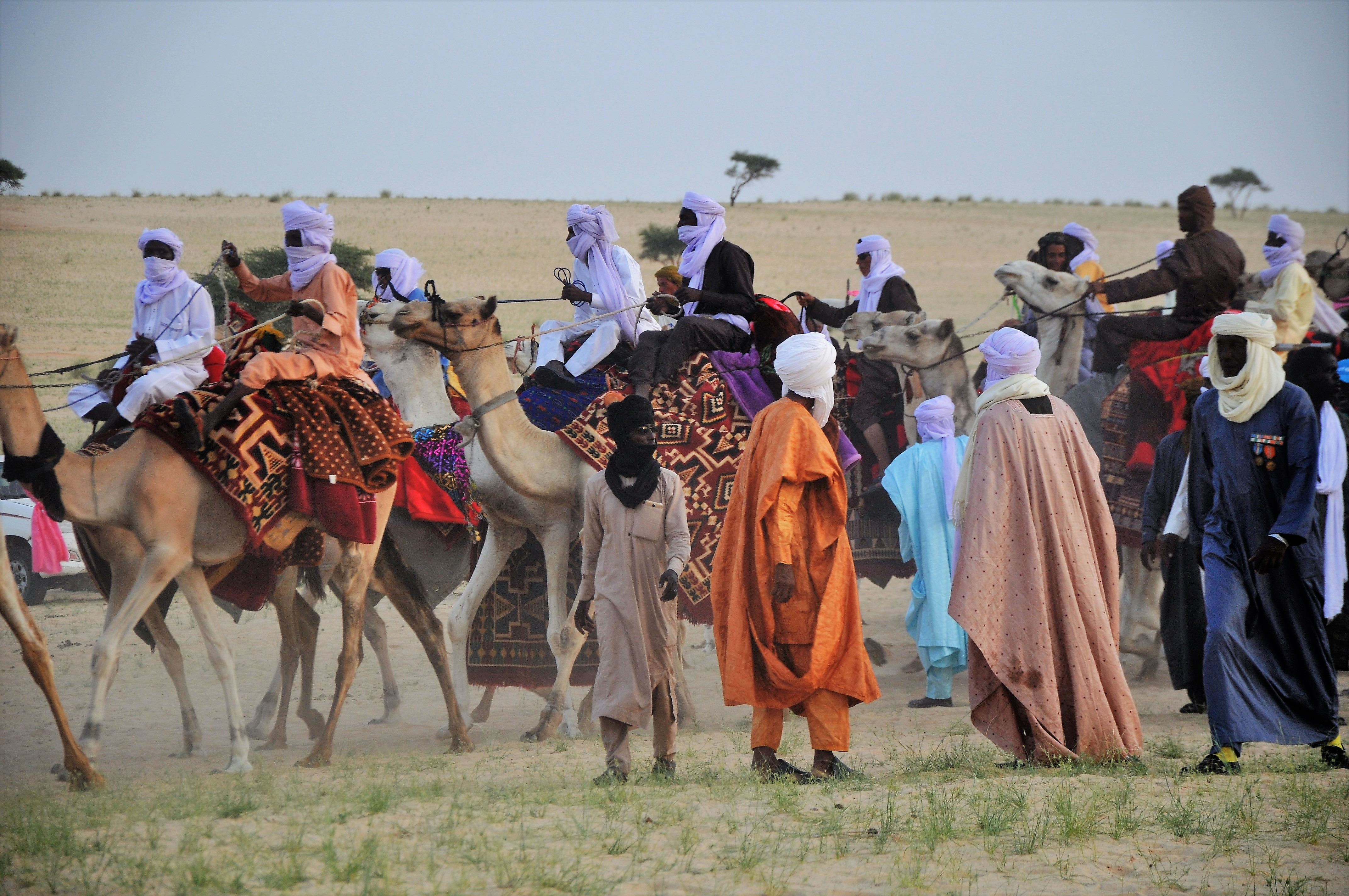
Toubous sur leurs chameaux

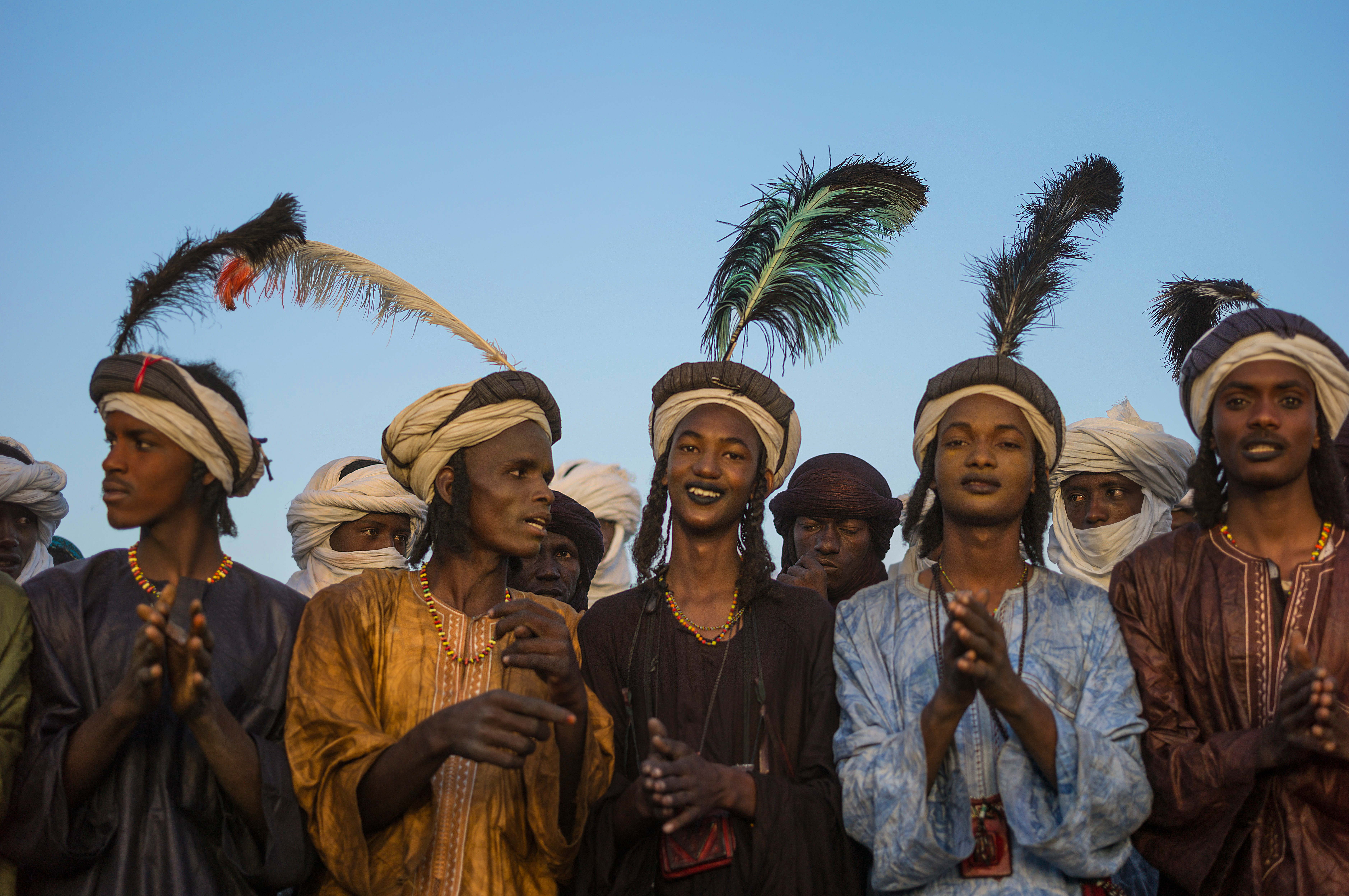
Wodaabes

- les Haoussas (55,4 % de la population), qui vivent dans la bande sud du pays, proche culturellement du Nord Nigeria ;
- les Zarmas-Songhaïs (22,4 %) vivant dans l'ouest du pays ;
- les Touaregs (11 %) ;
- les Peuls (6,5 %) répartis sur tout le territoire avec une forte concentration dans la région de Tillabéri ;
- les Kanouris (4,2 %) dans le sud-est, avec une présence dans le nord-est (zone de Bilma) ;
- les Gourmantchés (0,3 %) dans le Sud-Ouest du pays ;
- Les Toubous (0,8 %), répartis dans tout l'est nigérien ;
- les Arabes (0,4 %), répartis majoritairement dans l'est et le nord du pays, avec une forte communauté dans la capitale Niamey ;
- les Boudoumas, communauté présente sur les rives et les îles du Lac Tchad.

## Période coloniale (1900c-1960c)
Les premiers Européens à entrer dans cette région sont les explorateurs britanniques Mungo Park (sur le fleuve Niger, 1806), Hugh Clapperton et Dixon Denham (traversée du Sahara de Tripoli à la vile de Koukaoua, capitale du royaume du Bornou, à l'ouest du lac Tchad, par le Kaouar, 1824) et l'explorateur allemand Heinrich Barth (qui traverse les régions de l'actuel Niger pour se rendre à Kano et Tombouctou, de 1850 à 1854). Ces expéditions, toutes organisées et financées par la Grande-Bretagne, visent, tout au moins officiellement, à combattre la traite négrière, et à ouvrir ces régions au commerce européen, sans objectif immédiat de conquête.
Vers 1890, les Français entrent dans la région, atteignent le lac Tchad et luttent contre le sultan Rabah dont l'influence s'étend sur le Bornou. Ils mettent longtemps à réduire la résistance des Touaregs de l'Aïr. En 1900, les Français font du Niger un territoire militaire administré à partir de l'ancien sultanat de Zinder. En 1901, Niamey reçoit le convoi d'Eugène Lenfant. Le Niger devient une colonie française en 1922, la colonie autonome du Niger. Jules Brévié en est le premier gouverneur.
En 1927, le Niger devient une colonie administrée à partir de Niamey pour rééquilibrer les pouvoirs économiques et politiques locaux, diminuer le poids de la communauté haoussa de Zinder ainsi que l'influence du nord du Nigeria, une région riche et peuplée. En 1946, il devient territoire d'outre-mer, avec un élu le représentant au sein de l'Assemblée nationale française. Le Parti progressiste nigérien (PPN), créé en mai 1946 et affilié au Rassemblement démocratique africain, est la première formation politique officialisée sur ce territoire. D'autres formations apparaissent dans la foulée, dont l'Union démocratique nigérienne (UDN) en 1954 et du Bloc nigérien d'action (BNA) en 1955. Puis ce territoire est doté d'un exécutif local, un conseil de gouvernement élu en 1956, conséquence de la loi-cadre Defferre. Les élections du 31 mars 1957 sont remportées par le Sawaba (fusion de l'UDN. et du BNA) avec comme leader, Djibo Bakary, favorable à l'indépendance.
La région est frappée par la famine en 1931, provoquant la mort de 20 % à 25 % de la population.
Le 18 décembre 1958, le Niger devient une république autonome au sein de la Communauté française, malgré une campagne pour le « non » au référendum menée par le leader du Sawaba Djibo Bakary, opposé au chef du gouvernement Hamani Diori, le « oui » l'emporte à l’issue d'un scrutin truqué.

## Indépendance, naissance de la Première République (1960)
Le 3 août 1960, le Niger accède à l'indépendance et Hamani Diori (1916-1989) est élu président par l'Assemblée nationale. L'opposition avec Djibo Bakary devient de plus en plus forte. Ce dernier est contraint à l'exil à la veille de l'indépendance, bien que bénéficiant du soutien du camp progressiste ouest-africain (Kwame Nkrumah, Ahmed Sékou Touré).
Le président Hamani Diori est l'un des premiers dirigeants à lancer l'idée d'un sommet francophone ou d'une organisation internationale permanente des « parlant français ». Le premier pas vers une telle organisation est la création, à la conférence de Niamey, en 1970, de l'Agence de coopération culturelle et technique.
En avril 1965, le président nigérien échappe à une tentative d'assassinat. Il est réélu la même année, soutenu par le Parti progressiste nigérien (PPN) qu'il a fondé à partir de la section nigérienne du Rassemblement démocratique africain (RDA).
Le pays prend une importance nouvelle avec l'exploitation de ses ressources minières en uranium à partir de 1968. L'exportation vers la France de l'uranium nigérien s'inscrit depuis 1971, dans le cadre des «débouchés privilégiés» négociés entre les deux Etats, s'inscrivant dans l'accord de « coopération économique » signé en 1961, au moment de l'indépendance.

## Régime militaire (1974-1987)
- 15 avril 1974 : accusé de corruption et d'incapacité, le président Diori est renversé par un coup d'État militaire et exilé dans l'Est du pays. Le Niger est ensuite gouverné par un Conseil militaire suprême, dirigé par le lieutenant-colonel Seyni Kountché (1931-1987). Son programme porte sur le redressement économique consécutif à la sécheresse et la poursuite de la coopération avec la France notamment en matière d'exploitation de l'uranium (signature d'un nouvel accord économique en 1977).
- En 1984, une grave famine touche le Nord du pays, en particulier les zones occupées par les pasteurs nomades et de nombreux Touaregs nigériens se réfugient en Algérie et en Libye.
- 11 novembre 1987 : Seyni Kountché meurt d'une tumeur au cerveau et est remplacé à la présidence par Ali Saibou, son chef d'état-major qui libère Hamani Diori

## IIeRépublique(1989)
- 1989 : Ali Saibou (1940-2011) est élu président en 1989 après le vote d'une nouvelle constitution qui ramène les civils au pouvoir, mais dans le cadre d'un parti unique : le Mouvement national pour la société de développement (MNSD).
- 9 février 1990 : des manifestations estudiantines sont violemment réprimées à Niamey
- Mai 1990 : des affrontements entre des réfugiés touaregs rapatriés de Libye et l'armée éclatent. La répression fait de nombreux morts (massacre de Tchintabaraden).
- Juin 1991 : des groupes armés Touaregs issus des communautés réfugiées en Libye engagent une offensive contre les forces gouvernementales dans le nord du pays.
- 29 juillet 1991 : une conférence nationale met en place un gouvernement de transition dirigé par Amadou Cheiffou, et prépare ainsi le passage à un État démocratique du Niger.

## IIIeRépublique(1992)
- 1992 : une nouvelle constitution est approuvée par référendum.
- Février 1993 : des élections législatives voient la victoire de l'Alliance des forces du changement (AFC).
- Mars 1993 : lors de l'élection présidentielle, Mahamane Ousmane (1950-), leader de la Convention démocratique et sociale (CDS), parti membre de l'AFC, est élu président.
- Février 1995 : le Premier ministre, issu de l'AFC et imposé par le président malgré l'opposition de la majorité, est renversé. L'Assemblée est dissoute par le président mais les nouvelles élections confirment la victoire de l'opposition. Le Mouvement national pour une société de développement (MNSD, ex-parti unique) arrive en tête et s'allie avec plusieurs partis d'opposition pour former un gouvernement dirigé par un nouveau Premier ministre, Hama Amadou.

## IVeRépublique(1996)
- 27 janvier 1996 : putsch du colonel Ibrahim Baré Maïnassara (1949-1999), chef d'état-major particulier du président Mahamane Ousmane
- Le colonel Ibrahim Baré Maïnassara organise le vote d'une nouvelle constitution de type présidentiel, adoptée par 90 % des votants (35 % du corps électoral). Il se présente candidat indépendant aux élections présidentielles qu'il va organiser et remporter.
- Depuis la fin des années 1980, les Touaregs réclament un partage des richesses plus équitable et une guérilla sporadique ensanglante l’Aïr, malgré des accords de paix toujours remis en question.
- En 1997-1998, la crise économique causée par la chute des cours de l’uranium entraîne une crise politique (dissolution du gouvernement), des grèves de fonctionnaires et d’étudiants et des mutineries dans l’armée, vont plus tard vers avril 1999 déboucher sur la chute du président Baré, assassiné par ses propres gardes, sur l'aérodrome de Niamey.
- Son successeur, le commandant Daouda Malam Wanké (1946-2004), chef de la garde présidentielle est nommé chef de l'État par un Conseil de réconciliation nationale composé uniquement de militaires. Il conduira les rênes du pays pendant une période dite de transition qui durera neuf mois. L'armée, qui a promis de rendre le pouvoir aux civils, interdit les partis politiques et confirme la tenue d'un référendum constitutionnel en juin et une élection présidentielle au suffrage universel à la fin de l'année.

## VeRépublique(1999)
En novembre 1999, Mamadou Tandja (1938-2020), ex-militaire et leader du Mouvement national pour la société de développement (MNSD-Nassara), l'ex-parti unique, est élu à la tête du pays pour un mandat de cinq ans avec 60 % des suffrages exprimés, contre le leader du PNDS-Tarraya Parti nigérien pour la démocratie et le socialisme Mahamadou Issoufou. Sa politique sera basée sur le « programme spécial du président de la République, » un programme qui repose essentiellement sur une politique d'autosuffisance alimentaire et vivement contesté par l'opposition menée par le leader du PNDS. Depuis l´an 2002 le franc CFA est fixé non plus au franc français disparu mais à l’euro et sa valeur est donc fixée non plus par la Banque de France mais la Banque centrale européenne.

## VIeRépublique(2009)
La sixième république débute le 18 août 2009.
Le président Tandja souhaite briguer un troisième mandat mais se heurte à la constitution de la Ve République qui limite le mandat présidentiel à 5 ans renouvelable une seule fois. Il dissout l'Assemblée Nationale ainsi que la Cour constitutionnelle afin de pouvoir organiser un référendum sur une nouvelle constitution. Malgré le boycott du référendum par l'opposition le référendum est maintenu et le "oui" l'emporte. C'est ainsi que débute la VIe République. Face aux critiques internes et internationales, il est renversé par un coup d'État militaire le 18 février 2010 : Conseil suprême pour la restauration de la démocratie présidé par Salou Djibo (1965-).

## VIIeRépublique(2010)

### 2010-2020
Le 31 octobre 2010, par l'adoption d'une nouvelle constitution, la VIIe République est proclamée. L'armée promet de rendre le pouvoir aux civils en 2011. Une élection présidentielle a lieu effectivement en janvier 2011 et voit s'affronter 10 candidats. Mahamadou Issoufou (1952-), investi par le PNDS, arrive en première position lors du premier tour. Avec 36,06 % des suffrages exprimés, il est opposé au second tour, le 12 mars 2011, à Seyni Oumarou du MNSD. Avec le soutien du MODEN-FA (Mouvement démocratique nigérien pour une fédération africaine) de Hama Amadou (qui deviendra président de l'Assemblée nationale), il s'impose au second tour avec 57,95 % des voix. Il est investi le 7 avril 2011 et nomme Brigi Rafini Premier ministre.
Le 6 juin 2015, plus de 20 000 personnes manifestent à Niamey à l'appel d'une quarantaine d'associations de la société civile. Elles revendiquent que davantage de moyens soient alloués à l'armée pour combattre Boko Haram et s'alarment d'une possible dérive autoritaire du régime de Mahamadou Issoufou,. En août 2015, de grandes manifestations ont également lieu à Niamey contre la politique Mahamadou Issoufou, à l'appel de l'Alliance pour la république, la démocratie et la réconciliation (ARDR), une coalition de 15 partis d'opposition. Mahamadou Issoufou est réélu le 20 mars 2016 pour un second mandat à la présidence de la république. Il est investi à ce poste le 2 avril 2016. Il est réélu à 92,51 % des voix, l'opposition ayant boycotté l'élection.
Mais la situation sécuritaire continue à se dégrader dans les territoires limites avec le Mali, le Burkina Faso et le Nigeria. C'est une zone d'instabilité pour l'Afrique de l'Ouest, d'autant que la croissance démographique y est forte. En juillet 2019, 18 soldats nigériens trouvent la mort dans un assaut mené par les hommes d'Abou Walid al-Sahraoui, un djihadiste sahraoui, ayant fait allégeance à l'État islamique. Le 10 décembre 2019, au moins 71 militaires sont tués et un « nombre important d'assaillants neutralisés » dans l'attaque du poste militaire d'Inates situé en zone frontalière avec le Mali. Les assaillants sont des djihadistes en provenance du nord du Mali. La localité d'Inates se situe non loin des villages maliens d'Akabar et de Tabankort qui servent de carrefour aux narcotrafiquants et aux terroristes. La présence militaire nigérienne gênerait ces trafiquants dans leurs acheminements vers la frontière algérienne.
En décembre 2019, l'annonce, par le président ivoirien, et le président français Emmanuel Macron, de la fin du franc CFA pour les huit pays de la CEDEAO dont le Niger, au profit de l'Eco est diversement qualifiée. 
Décision historique pour certains, d'autres la qualifient d’« arnaque » et de « poudre aux yeux ». 
Une parité fixe est maintenue pour la future monnaie avec l’euro.

### 2020-2023
Lors du premier tour de l'élection présidentielle le 27 décembre 2020, Mohamed Bazoum obtient 39,33 % des voix, suivi par l'ancien président Mahamane Ousmane qui recueille 16,99 % des votes. Le second tour se tient le 21 février 2021 et est remporté par Mohamed Bazoum avec 55,75 % des suffrages.
Une tentative de coup d'état a lieu dans la nuit du 30 au 31 mars 2021, à quelques jours de l'investiture de Mohamed Bazoum, président élu.
Le 2 avril 2021, Mohamed Bazoum (1960-) prête serment et entre en fonction.
Le 3 avril 2021, le nouveau Président Mohamed Bazoum nomme Ouhoumoudou Mahamadou comme Premier ministre du Niger.
Le 22 juin 2023, l'Assemblée nationale adopte un nouvel hymne pour remplacer La Nigérienne, utilisé depuis l'indépendance et dont les paroles étaient critiquées. Ce nouvel hymne se nomme Pour l'honneur de la patrie.

### Depuis 2023
Le 26 juillet 2023, un coup d'État est organisé par une partie de l'armée. 
Le président Bazoum est destitué et les institutions politiques sont suspendues. 
Le Conseil national pour la sauvegarde de la patrie prend le pouvoir. Abdourahamane Tiani (1964-) dirige le Conseil national pour la sauvegarde de la patrie (2023).
Le pays, dans une logique de souveraineté, coupe certains liens internationaux, notamment en fermant sa frontière avec le Bénin. Il reprend les bases militaires française et américaines, nationalise une filiale d'Orano et expulse les travailleurs chinois de la société Cnpcnp.

### Galerie politique récente
Liste des présidents du Niger

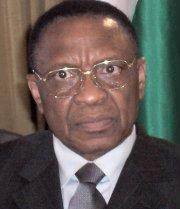
Mamadou Tandja 1999-2010
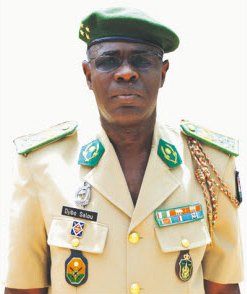
Salou Djibo 2010-2011
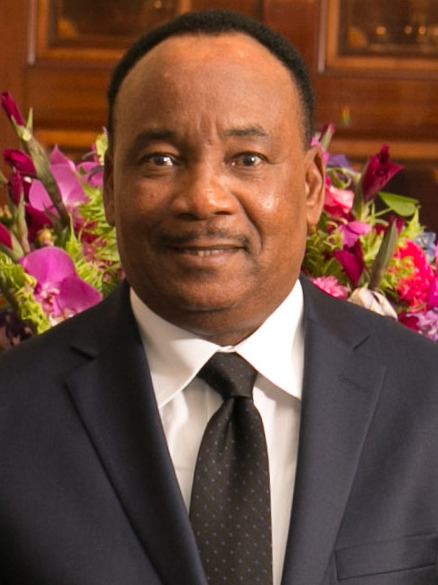
Mahamadou Issoufou 2011-2021
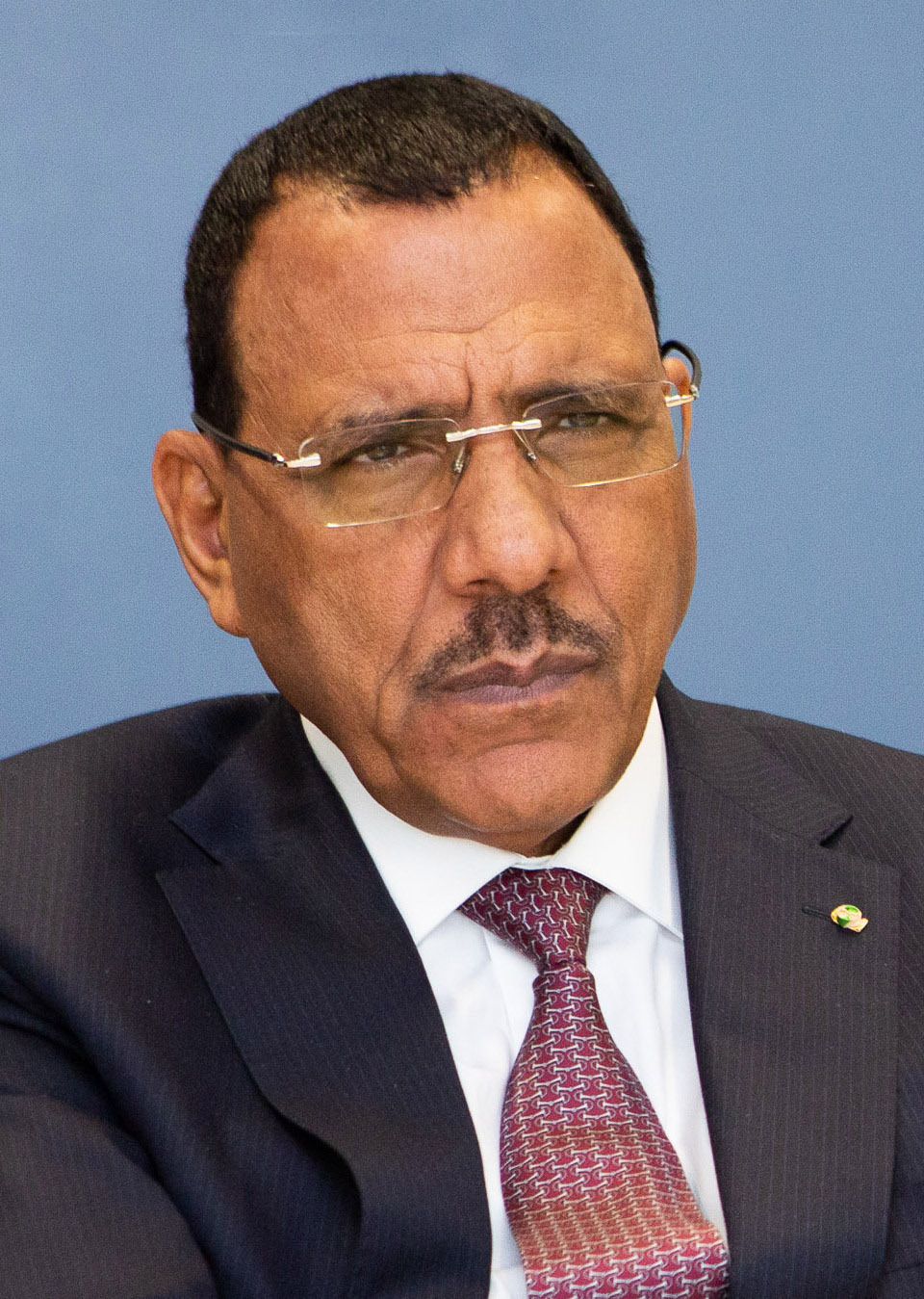
Mohamed Bazoum 2021-2023
Abdourahamane Tiani 2023-présent

Liste des Premiers ministres du Niger

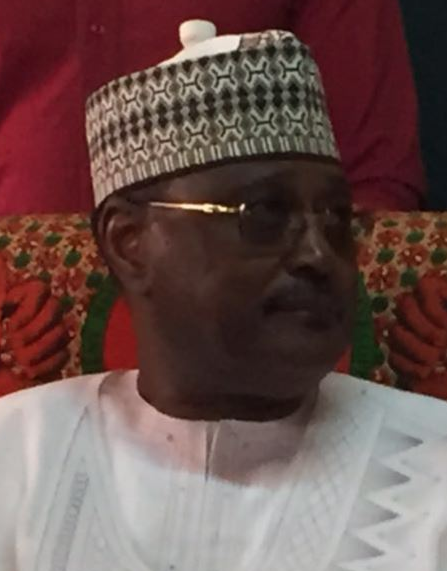
Seyni Oumarou 2007-2009
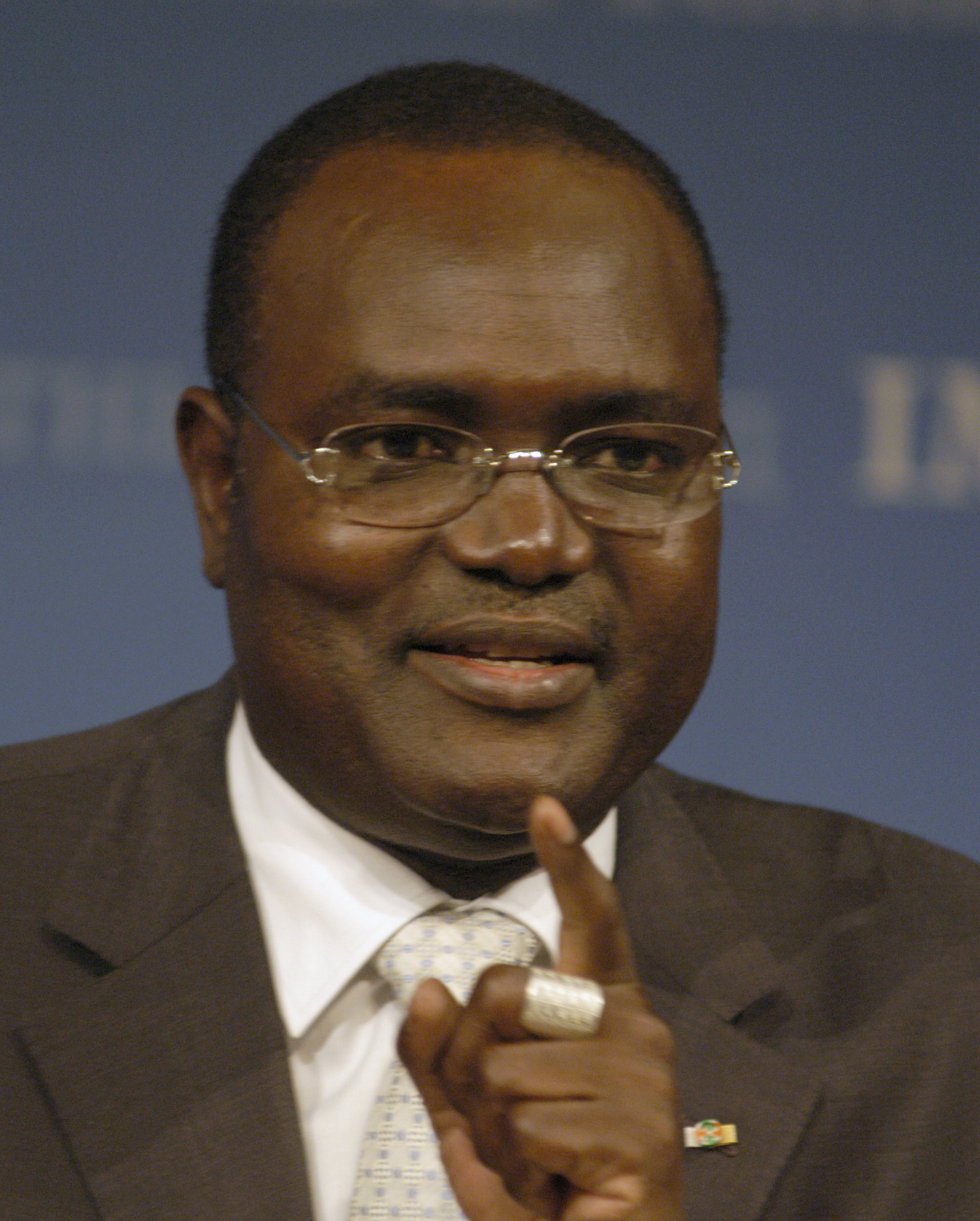
Ali Badjo Gamatié 2009-2010
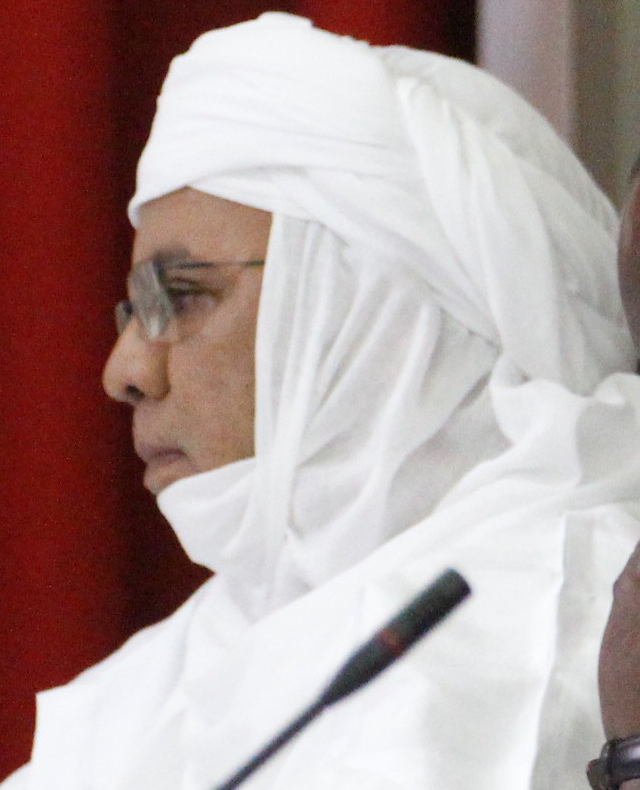
Brigi Rafini 2011-2021
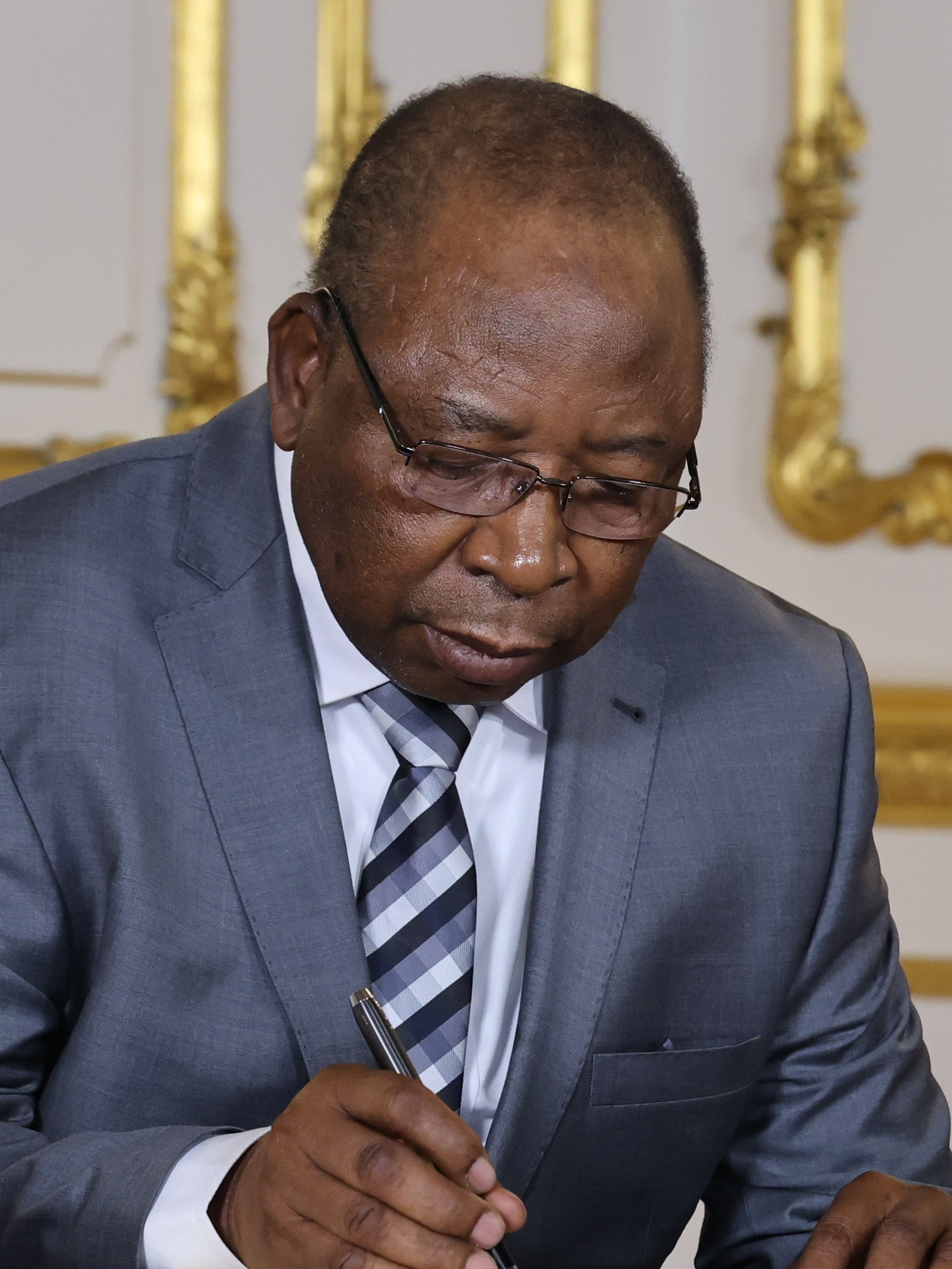
Ouhoumoudou Mahamadou 2021-2023
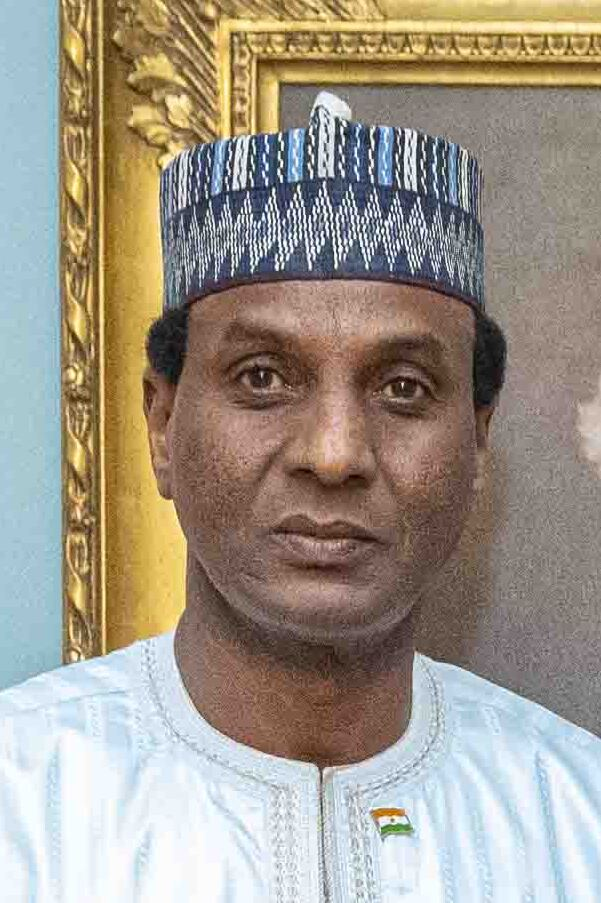
Ali Lamine Zeine 2023-présent

### Filmographie
- Le Niger aujourd’hui, court métrage de Paulin Soumanou Vieyra, 1958